# Christiane Bonnelle
« Bonnelle » redirige ici. Pour les articles homophones, voir Bonnell et Bonnelles.
Christiane Bonnelle (née Christiane Rossettos le 17 mai 1930 dans le 16e arrondissement de Paris et morte le 21 août 2016 à Saint-Cannat,) est une physicienne française et une pionnière de la spectroscopie. Elle a été professeure émérite à l’université Pierre-et-Marie-Curie.

## Carrière et Éducation
Elle étudie à la Sorbonne, où elle fait son Baccalauréat et son Doctorat en sciences. Après avoir complété ses études, elle fait un stage au CNRS en 1955 où elle finira par devenir chercheuse. En 1960, elle commence à travailler comme assistante professeure à la Sorbonne et devient professeure en 1967. Sept ans plus tard, elle change d’établissement pour devenir professeure à l’université Pierre-et-Marie-Curie. Elle y sera nommée directrice du Laboratoire de Chimie Physique en 1979. Elle reste à ce poste jusqu’en 1990.

## Recherche
Sa recherche sur les interfaces solide-solide crée des développements à propos de la mesure du nanomètre, ce qui facilitera le développement des sondes d’électrons produites par CAMECA.

## Prix
- Chevalière de l'ordre des Palmes académiques

En 1967, elle reçoit la médaille de bronze du CNRS. Elle est aussi chevalier de l’Ordre des Palmes Académiques.

## Publications sélectionnées
- "Distribution des états f dans les métaux et les oxyde de terres rares", Journal de Physique, 32, C4-230 (1971) with R.C. Karnatak (DOI 10.1051/jphyscol:1971443). Ce document décrit des observations des états excités.
- "Analyses par spectroscopie X des distributions 5f de l'uranium dans le métal et UO", Journal de Physique, 35 295-299 (1979) avec G. Lachère (DOI 10.1051/jphys:01974003503029500). Ce document traite des transitions radioactives sur l’uranium[4].
- "Resonant X-ray Emission Spectroscopy in Solids", Advances in X-Ray Spectroscopy: Contributions in Honour of Professor Y. Cauchois (Elsevier, 2013).